# 台灣日治時期產婆制度
臺灣日治時期產婆制度是指臺灣於大日本帝國統治期間所建立的接生員培訓制度。產婆為分娩婦女助產者的稱呼，具有生產相關的西方醫療知識，也作為正式的醫療職業之一。

## 台灣傳統接生人員
在日人建立產婆制度之前，台灣沒有接生者的培訓制度。負責懷孕婦女接生的人稱為主子婆（也稱拾子婆），處理產後事務與新生兒照顧為先生媽。
接生人員都是由具有接生與產後調理經驗的婦女兼任，其手法承接前人流傳下來的方法，並參雜民間習俗與迷信的成分，除了醫術不精的問題之外，衛生不佳的問題也提高了婦女生產時的風險。

## 產婦體制的建立
1902年（明治35年）臺北廳頒布〈無執照產婆取締規則〉，內容與日本內地〈產婆規則〉有許多雷同之處，包含產婆須為年滿20歲以上之女性，通過助產訓練或產婆試驗且取得執照後才得以申請開業。產婆不得向產婦、胎兒或新生兒等實施手術、投藥與使用產科器械，其中不包含消毒、灌腸和斷臍帶。
這項規則不僅使產婆成為一份專門的技術職業，規範產婆的業務範圍，同時也制定罰則，並有助於統一管理產婆。

## 產婆培養
培養產婆的管道有三種，分別為公立的產婆講習所、私利的產婆學校與限地產婆講習會。產婆講習所的宗旨為學習助產和照顧新生兒的知識，採速成教學且免學費，希望可以產婦替換傳統的接生人員。

### 一、公立機構產婆教育
主要為台灣總督府醫院附設的產婆講習所。臺北醫院（今臺大醫院）為最早開辦之醫院，於1902年（明治35年）在〈產婆養成規程〉制定後開始培養產婆，起初以具一年工作經驗、成績優異之日籍護士為主要對象，直到1907（明治40年）臺北醫院院長高木友枝建議增設以台灣婦女作為產婆培訓對象，才開始有台灣人參加產婦培訓。

隨著第一屆畢業生受到社會的肯定，越來越多女性選擇報名產婆講習所。而後在1923年（大正12年）於台南醫院增設產婆講習所，是全台第二家增設的醫院，讓南部的婦女也有機會加入產婆培訓。1929年（昭和4年）台中醫院也設立了產婆講習所，並在隔年開始招生。

### 二、私立產婆學校與產婆講習所
公立產婆講習所每年畢業生約近20名，人數相當少，因此部分開業的台灣婦產科醫師在選擇在工作之餘開辦講習所。1927年（昭和2年）張文伴醫師首先在台北開設第一家私立產婆學校，緊接著在台中、台南、高雄等地陸續有其他醫生也開了私立產婆學校。私立的產婆學校大多都是免費，隨著私立學校的增加，1931年（昭和6年）台灣總督府頒布〈台灣產婆學校及產婆講習所指定規則〉，確保教育品質。

### 三、限地產婆講習會
在教育體系出現後，產婆的普及和接受度並不高，因此台灣總督府引入日本的「限地產婆制度」，在沒有總督府醫院或合法產婆開業的地方，設立「限地產婆講習會」，主要為教育正確觀念、補充新知，讓沒有正式資格但具有接生經驗的傳統接生人員在修完短期講習後，賦予三年「限地產婆」的資格。

## 產婆執業選擇
在通過產婆試驗取得正式資格後，產婆可以下列方式就業：
一、開業產婆
取得開業許可後即可回家鄉開業。由於政府呼籲人民務必找產婆接生，因此開業產婆可以得到相對其他出路較多的利益，但也需要承擔相對較高的風險，和公設產婆比起來也無固定的收入保障。
二、公立醫院
有些人考量自身能力不敢獨自開業，因此選擇繼續留在醫院裡服務。
三、公設產婆
以農村為優先，由街庄支付月薪，服務當地居民，不向居民收取費用。